# شهدخوار نیوتن
شهدخوار نیوتن (نام علمی: Anabathmis newtonii) نام یک گونه از تیره شهدخواران است.